# Linia kolejowa Roma – Velletri
Linia kolejowa Rzym-Velletri – lokalna linia kolejowa w Lacjum, pierwotnie część odcinka projektowanej linii kolejowej pomiędzy Rzymem i Neapolem (przez Ceprano, stację graniczną z Królestwem Obojga Sycylii).
Obecnie jest jedną z trzech regionalnych linii kolejowych działających w Rzymie, obsługującą Castelli Romani na południe od stolicy.